# Almenara (kommunhuvudort)
Almenara är en kommunhuvudort i Spanien.   Den ligger i provinsen Província de Castelló och regionen Valencia, i den östra delen av landet, 300 km öster om huvudstaden Madrid. Almenara ligger 7 meter över havet och antalet invånare är 5 031.
Terrängen runt Almenara är platt åt sydost, men åt nordväst är den kuperad. Havet är nära Almenara åt sydost.  Närmaste större samhälle är Sagunto, 8,5 km sydväst om Almenara. Trakten runt Almenara består till största delen av jordbruksmark.